# Lanceoppia becki
Lanceoppia becki är en kvalsterart som beskrevs av Hammer 1968. Lanceoppia becki ingår i släktet Lanceoppia och familjen Oppiidae. Inga underarter finns listade i Catalogue of Life.